# Club Always Ready
Always Ready jest boliwijskim klubem piłkarskim z siedzibą w mieście La Paz. Domowe mecze klub rozgrywa wspólnie z miejscowym klubem Litoral na stadionie Estadio Achumani mogącym pomieścić 40000 widzów.

## Historia
Klub Always Ready założony został w 1933 roku. W roku 1951 wygrał ligę La Paz, co wówczas oznaczało mistrzostwo całego kraju. Po dwóch wicemistrzostwach w 1952 i 1953 klub zajął w 1954 roku ostatnie 9. miejsce i spadł z ligi, ale po roku wrócił. W 1957 Always Ready znów sięgnął po tytuł mistrza Boliwii, a dwa lata później wicemistrza. Później jeszcze dwukrotnie udało się zdobyć wicemistrzostwo – w 1963 i 1967. W 1968 był nieudany i jedyny jak dotąd występ w Copa Libertadores. W tym samym roku klub po raz ostatni wygrał ligę La Paz. Potem było już znacznie gorzej, klub spadał, to znów wracał do najwyższej ligi. W końcu w roku 1991 spadł i jak dotąd nie wrócił, odgrywając jakąś rolę jedynie w lidze La Paz. Klub wrócił do najwyższej klasy rozgrywkowej dopiero w 2018, dzięki zdobyciu Pucharu Simóna Bolívara. W sezonie 2020 zdobył mistrzostwo. 

## Osiągnięcia
- Mistrz Boliwii (3): 1951, 1957, 2020
- Wicemistrz Boliwii (5): 1952, 1953, 1959, 1963, 1967
- Puchar Simóna Bolívara (1): 2018
- Mistrz Ligi La Paz (3): 1951, 1957, 1968
- Udział w Copa Libertadores: 1968, 2021